# Mimośród (matematyka)

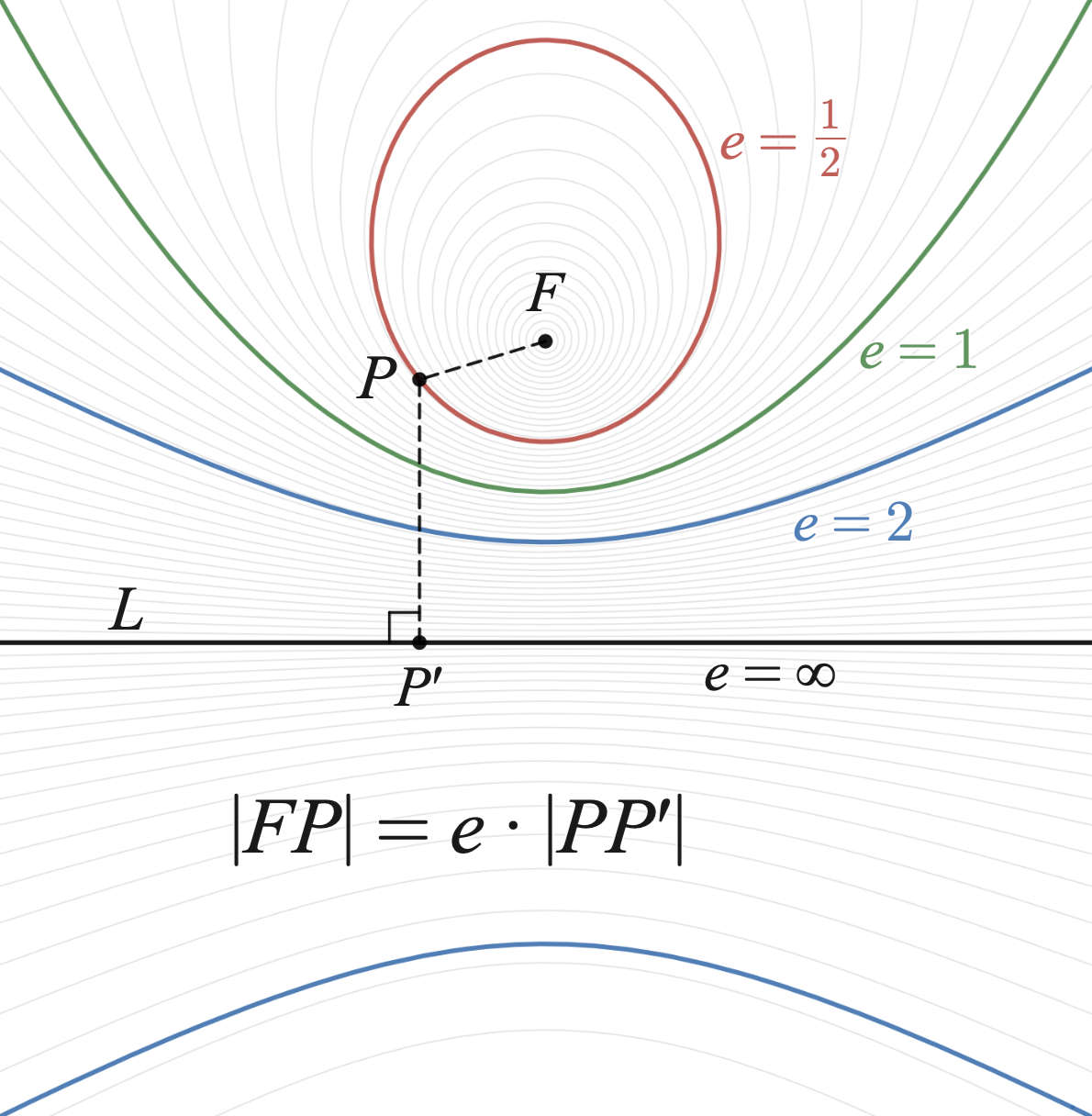
Różne rodzaje krzywych stożkowych o wspólnym ognisku i wspólnej kierownicy. Krzywizna stożkowych zmniejsza się wraz z rosnącym mimośrodem.: elipsa (czerwona,), parabola (zielona,) i hiperbola (niebieska,). Stożkowa o mimośrodzie na tym rysunku jest nieskończenie małym okręgiem o środku w ognisku, a stożkowa o mimośrodzie to para prostych infinitezymalnie oddzielonych.
Okrąg o skończonym promieniu ma nieskończenie odległą kierownicę, podczas gdy para linii o skończonej separacji ma nieskończenie odległe ognisko.

Mimośród (lub ekscentryczność) – parametr krzywej stożkowej.
Mimośród można zdefiniować na dwa równoważne sposoby:
- dla stożkowej środkowosymetrycznej jest to iloraz odległości między ogniskami i długości osi (rzeczywistej), dla paraboli przyjmuje się 1
- jako iloraz odległości dowolnego jej punktu od ogniska i odległości tego punktu od kierownicy[1].

Dwie krzywe stożkowe są podobne wtedy i tylko wtedy, gdy mają ten sam mimośród. Inaczej mówiąc mimośród jest niezmiennikiem podobieństwa
Wśród elips mimośród jest traktowany jako miara "odchylenia" danej elipsy od okręgu.
W szczególności mimośród:
- okręgu jest zerowy;
- elipsy niebędącej okręgiem jest większy od zera, ale mniejszy od 1;
- paraboli jest równy 1;
- hiperboli jest większy niż 1.